# Сухоручкин, Павел Александрович
Па́вел Алекса́ндрович Сухору́чкин (1925—2007) — участник Великой Отечественной войны, учитель, Почётный гражданин города Орска.

## Биография
Родился 8 июля 1925 года в Андреевке, Саракташский район Оренбургской области.
В 1942 году, после окончания школы, был призван в Красную Армию. Воевал в разведке на 1-м и 2-м Прибалтийских фронтах, получил три ранения и контузию, был награждён орденами Красной Звезды, Отечественной войны I степени, медалями «За боевые заслуги», «За победу над Германией» и демобилизован с военной службы в ноябре 1945 года.

В 1946 году поступил на исторический факультет Оренбургского государственного педагогического института им. В. П. Чкалова, который окончил с отличием.

С 1950 года работал учителем истории и права в Орской средней школе № 2.

В 1954 году стал директором школы № 9, в 1963 году был назначен директором строящейся средней школы № 53.

В 1966 году был назначен заведующим городским отделом народного образования.

По направлению Совета Министров РСФСР принимал активное участие в работе Всероссийского совещания работников просвещения.

С 1971 по 1980 год занимал должность заместителя председателя Орского горисполкома по социальным вопросам, которую вынужден был оставить по состоянию здоровья, ухудшившемуся вследствие полученных на войне ранений.

Вернувшись в систему образования, до 1990 годы работал директором межшкольного учебно-производственного комбината Ленинского района Орска.

В 1991 году, после выхода на пенсию, был избран председателем городского Совета ветеранов.
За 40 лет работы П. А. Сухоручкин восемь раз избирался депутатом городского Совета народных депутатов, его труд на ниве просвещения был отмечен орденами Трудового Красного Знамени и «Знак Почёта».

Решением Собрания Представителей города Орска от 23.08.1995 № 54 П. А. Сухоручкину присвоено звание «Почётный гражданин города Орска».
Умер в Орске 23 ноября 2007 года.